# Religioni indiane
Con la denominazione di religioni indiane si vengono ad indicare quelle fedi religiose che hanno avuto origine nel subcontinente indiano, cioè Induismo, Giainismo, Buddhismo e Sikhismo; queste sono anche classificate tra le religioni orientali e la parte maggioritaria delle religioni in India e anche delle religioni in Asia. Pur essendo strettamente collegate con la storia dell'India, le religioni indiane costituiscono una vasta gamma di comunità spirituali le quali non si limitano soltanto al subcontinente.
La prova attestante la presenza di una qualche forma di religione preistorica nel subcontinente indiano deriva dagli sparsi reperti di pittura rupestre risalente al Mesolitico. La popolazione di Harappa, città facente parte della civiltà della valle dell'Indo, che durò all'incirca dal 3.300 al 1.300 a.C. (col suo periodo più maturo tra il 2.600 e il 1.900 a.C.) era una cultura urbanizzata precoce di fatto precedente la religione vedica: le genti Dravida e le stesse lingue dravidiche dell'India meridionale sono anch'esse anteriori alla "religione vedica".
La storia documentata delle religioni indiane comincia con la formazione religiosa storica conosciuta col nome di Vedismo, concernente le pratiche di fede e spiritualità dei primi popoli Indoiranici, che sono state raccolte successivamente con la Shakha (apprendimento e stesura) dei Veda, testi divenuti col tempo la tradizione spirituale fondamentale presente nella cultura indiana: il periodo della composizione, redazione e commento di tali testi (per lo più inni di lode alle varie divinità) è conosciuto come periodo della civiltà vedica il quale durò all'incirca tra il 1.750 e il 500 a.C.. Questa religione è stata fortemente legata al primo Zoroastrismo e la sua lingua liturgica, il sanscrito vedico, era intelligibile con la lingua avestica.
Il periodo di riforma durato tra l'800 e il 200 a.C. segna un "punto di svolta tra la religione vedica e la religione indù". L'antico movimento religioso indiano degli sramana (monaci-asceti itineranti), parallelo ma distinto dalla tradizione vedica, ha dato luogo al Giainismo e al Buddhismo ed è stato responsabile per i concetti relativi di Yoga, saṃsāra (il ciclo di nascita-morte-rinascita inerente a tutti gli esseri) e Mokṣa (la liberazione da quel ciclo). Tale periodo vede anche la scrittura dei Brāhmaṇa e delle Upaniṣad prima - il tutto all'interno della definizione di Brahmanesimo - e la crescita del Vedānta o "fine dei Veda" poi, una delle scuole filosofiche e di pensiero di maggior rilevanza dell'epoca.
Il periodo dei Purāṇa (200 a.C.-500 d.C.) e la precoce età medioevale (500-1.100) ha dato luogo a sempre rinnovate definizioni di Induismo, soprattutto quelle di Bhakti (d'impronta più propriamente devozionale) e quellele relative allo Shivaismo, Shaktismo, Vaishnavismo (dedicate rispettivamente a Shiva, alla Devī-Shakti e a Visnù), fino alla scuola Smārta ed a gruppi minori come la tradizione ritualistica conservatrice Shrauta.
Il primo periodo relativo alla dominazione islamica in India (1.100-1.500) ha anch'esso contribuito a dare vita a nuovi movimenti: il Sikhismo è stato fondato nel corso del XV secolo sugli insegnamenti di Guru Nanak e dei nove successivi guru sikh in India del nord: a tutt'oggi la maggior parte dei suoi aderenti proviene ed ha origine dalla regione del Punjab.
Col dominio coloniale britannico, l'impero anglo-indiano, si è avuta una reinterpretazione e sintesi dell'Induismo conosciuto come Neo-Vedanta; a partire dalla forma più tradizionale Smarta è sorta una rinnovata tipologia di religiosità adattata al tempo presente, ciò soprattutto tramite l'opera di Ram Mohan Roy (il Brahmo Samaj) il quale ha aiutato anche il contemporaneo movimento d'indipendenza indiano nel neo-induismo dei suoi maggiori leader (dal Mahatma Gandhi, a Swami Vivekananda, da Sri Aurobindo a Sarvepalli Radhakrishnan).

## Storia

### Periodizzazione
James Mill (1773-1836), nella sua "The History of British India" (1817) ha distinto tre fasi della storia indiana, ovvero una prima a prevalenza indù, una seconda sotto un parziale controllo da parte dell'Islam (vedi i Moghul) ed infine la terza di dominazione inglese. Questa periodizzazione è stata criticata, per le idee sbagliate cui ha dato luogo; una suddivisione alternativa è invece quella tra periodo "antico, classico, medievale e moderno"; ma anche se questa periodizzazione ha ricevuto alcune critiche da varie parti
La storica Romila Thapar osserva che la divisione dei periodi indù, musulmani e britannici della storia indiana dà troppo peso alle "dinastie regnanti e alle invasioni straniere," trascurando così ampiamente la storia economico-sociale la quale ha spesso mostrato una forte continuità. La divisione in antico-medievale-moderno trascura invece il fatto che le conquiste musulmane hanno avuto luogo tra l'VIII e il XIV secolo, mentre il sud non è stato mai completamente assoggettato. Secondo Thapar, una periodizzazione potrebbe anche essere basata sulla "significatività sociale e i cambiamenti economici ", che non sono strettamente connessi ad un mutamento di governo o di potere

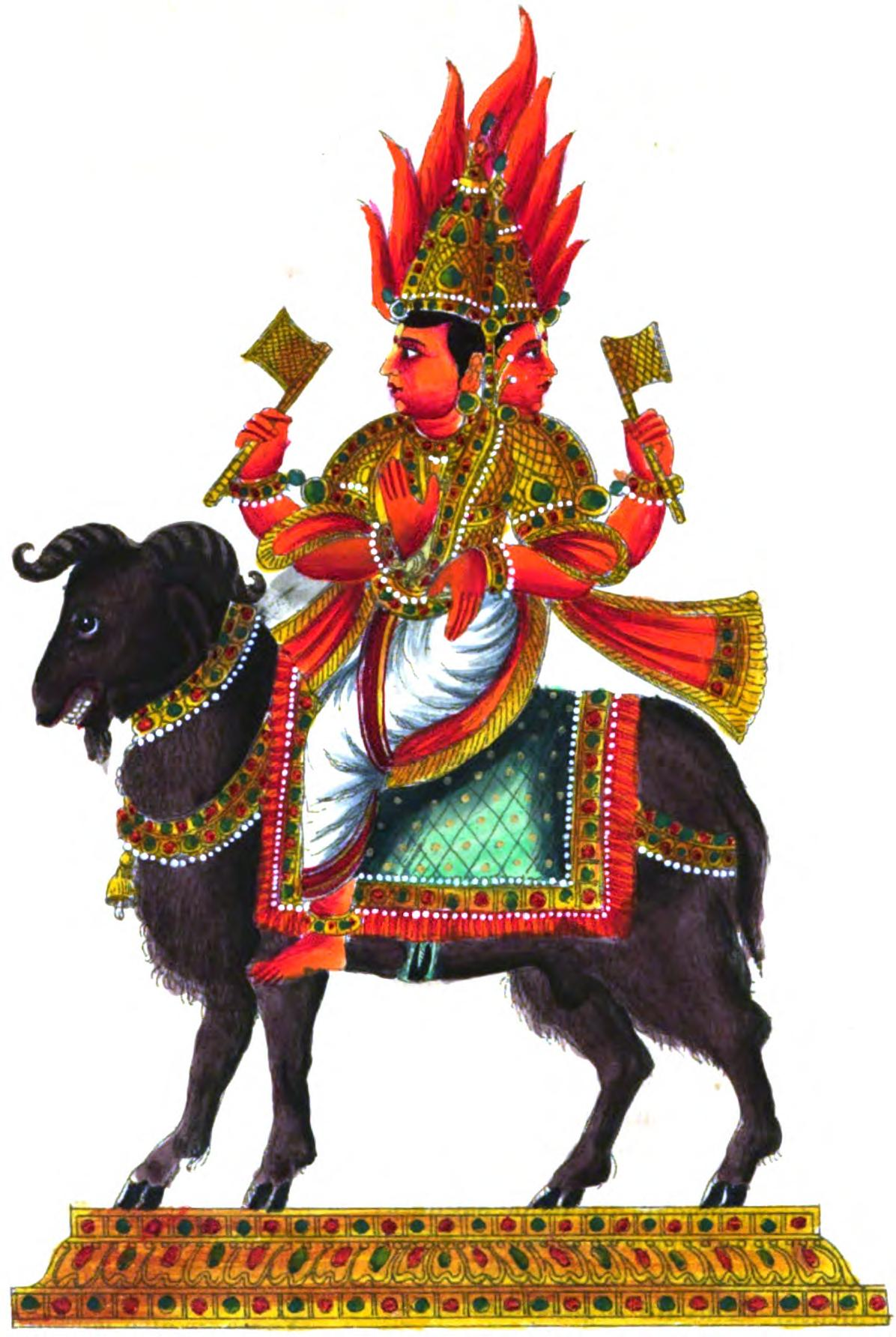
Agni Deva, Signore del fuoco.

Smart e Michaels sembrano seguire il metodo temporale di Mill, mentre Flood e Muesse seguono la periodizzazione "antico, classico, medievale e moderno".
Una suddivisione elaborata può essere la seguente:
- Preistoria e civiltà della valle dell'Indo (fino all'incirca il 1750 a.C.);
- Periodo della civiltà vedica (c 1750-500 aC.);
- "Seconda urbanizzazione" (500-200 a.C. circa);
- Periodo classico (200 a.C.-1,100 d.C. circa.)[16][17][18][19];
  - Periodo pre-classico (200 a.C.-300 d.C.);
  - "Golden Age" (impero Gupta) (320-650 circa);
  - Periodo Tardo-classico (650-1100);
- Periodo islamico (1100-1850) e inizio del colonialismo occidentale (1500-1850 circa);
- Periodo moderno (impero anglo-indiano (British Raj) e indipendenza) (dal 1850).

### Religioni pre-vediche (antecedenti al 1750 a.C.)

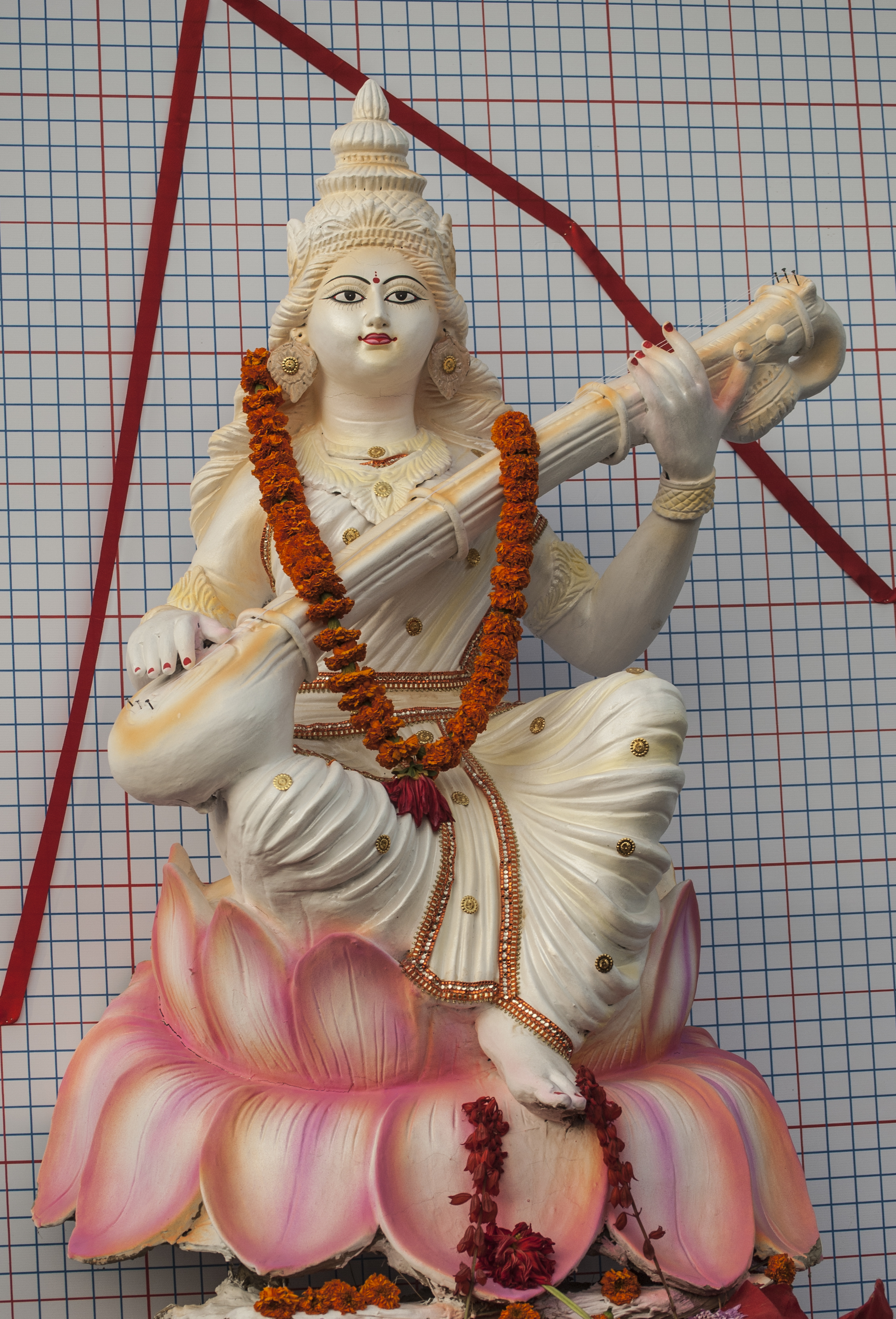
La Dea Sarasvati.

#### Preistoria
La prova che attesta l'esistenza di una qualche tipo di religione preistorica nel subcontinente indiano deriva dalla sparpagliata pittura rupestre rinvenuta in loco e risalente al Mesolitico - come ad esempio a Bhimbetka - raffiguranti danze e rituali; sappiamo inoltre con una certa sicurezza che gli agricoltori del successivo Neolitico abitanti lungo la valle del fiume Indo erano usi a seppellire i propri morti in un modo suggestivo consistente e comprendente pratiche spirituali che incorporavano nozioni di una vita dopo la morte e la fede nella magia.
Dei veri e propri monumenti in pietra in siti dell'India meridionale, come i "ripari sotto la roccia" succitati di Bhimbetka nel centro del Madhya Pradesh e le incisioni rupestri a Kupgal nel distretto di Bellary del Karnataka orientale, contengono petroglifi raffiguranti riti religiosi e le prove di una possibile musica ritualizzata.

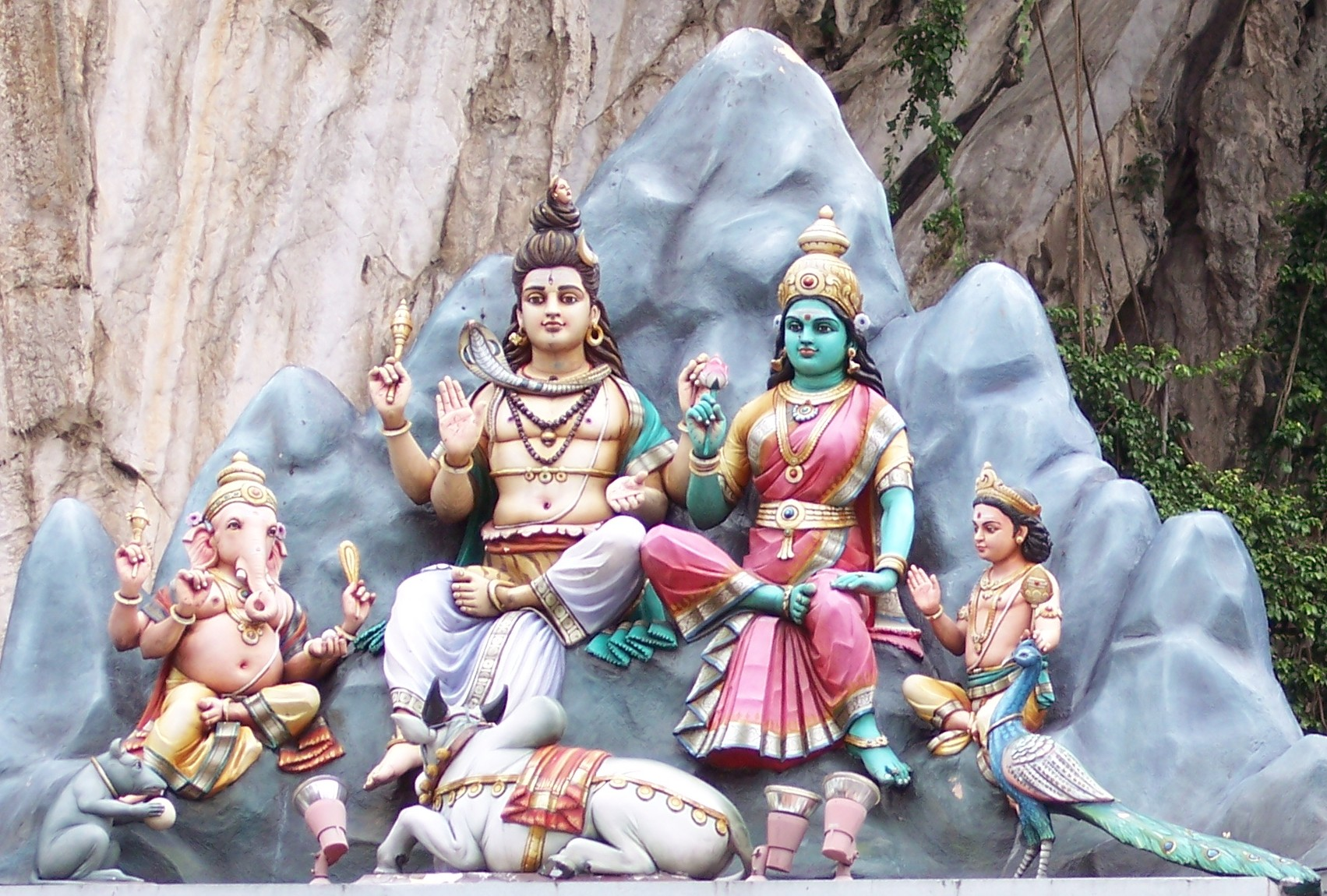
La famiglia di Shiva al gran completo, con Ganesha dalla testa di elefante, il toro Nandi, Parvati e Karttikeya.

#### Civiltà della valle dell'Indo
La gente di Harappa appartenente alla civiltà della valle dell'Indo, che durò all'incirca tra il 3300 e il 1300 a.C. (periodo maturo, pressappoco 2600-1900 a.C.) e concentrata nelle ampie vallate dell'Indo e del fiume Ghaggar-Hakra, possono aver adorato un'importante Dea madre simboleggiante una divinità della fertilità, un concetto che è stato però recentemente messo in discussione. Gli scavi dei siti della valle dell'Indo hanno permesso il rinvenimento di piccole tavolette raffiguranti animali ed altari, indicando pertanto il rito che vi si svolgeva connesso con il sacrificio di animali.
Figure di divinità maschili nude trovate anch'esse nel territorio della civiltà della valle dell'Indo sono interpretati come individui che praticano lo Yoga, mentre vari altri sigilli paiono invero avere nella postura una notevole somiglianza con Rishabha (il primo dei Tirthamkara, ma anche un Avatāra in forma taurina di Visnù); anche l'ampio uso del simbolo sia dell'orso sia del Toro potrebbe dimostrare la prevalenza di un proto-Giainismo all'interno di questa antica civiltà.

La presenza Jain nell'antica India è sostenuto da studiosi come Radha Kumud Mookerji, Gustav Roth, A. Chakravarti, Ram Prasad Chanda, TN Ramchandran, I. Mahadevan e Kamta Prasad Jain. Recentemente, Acarya Vidyanadji ha cercato di dimostrare la prevalenza della fede Jain nella più remota antichità indiana, attraverso la ricerca dettagliata su vari manufatti, sigilli ed altre numerose reliquie appartenenti proprio alla civiltà della valle dell'Indo. Ram Prasad Chanda, che ha supervisionato gli scavi della valle dell'Indo, afferma che:
Le prove archeologiche sono, tuttavia, abbastanza problematiche in quanto possono avere più interpretazioni possibili: la posizione eretta col corpo statico è troppo generica per essere affermativamente associata ad una posizione yoga o a qualsiasi religione. La prova non è di per sé sufficiente per dire con piena certezza che il Giainismo esisteva già nella civiltà della valle dell'Indo.

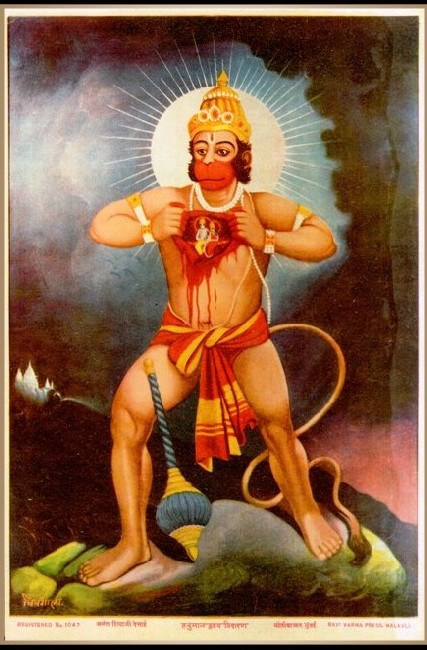
Hanuman, il dio-scimmia, mostra il Signore Rāma dentro il suo cuore.

#### Cultura dravidica
Secondo Heinrich Zimmer: "La storia della filosofia indiana è stata caratterizzata in gran parte da una serie di crisi di interazione tra l'invaso vedico-ariano e la nativa etnia non-ariana precedente, con stili di pensiero e di esperienza spirituale propri".
La cosiddetta religione dravidica si riferisce ad una vasta gamma di divinità e sistemi di credenze che ancora oggi si trovano in tutto il territorio dell'India del sud e sud-ovest ed in alcune parti dell'India orientale. Queste si differenziano dal Brahmanesimo e dal tipo di Induismo prevalente nei Purāṇa in quanto erano o storicamente, o lo sono attualmente, non Āgama (che non vengono perciò tramandati in quanto sanzionati dai Veda). Studiosi come Arumuka Navalar hanno lavorato già a metà del XIX secolo compiendo approfonditi studi per sussumere le divinità indigene nel pantheon vedico. Il culto dravidico delle "divinità protettrici del villaggio" è riconosciuto essere come una sopravvivenza della religione dravidica pre-brahmanica.
Una gran parte di queste figure divine continuano a venire adorate nei villaggi del Tamil Nadu e in Sri Lanka, e la loro successiva influenza in molta parte del Sudest asiatico è esemplificata dai templi dedicati a Sri Mariamman situati a Singapore e in Vietnam. Il culto relativo riferito alla formica, al serpente e ad altre forme di divinità-custode e figure eroiche che vengono ancora oggi adorati lungo la costa Konkan in Maharashtra, oltre a poche altre parti dellIndia del nord, affondano le proprie origini nell'antica religione dravidica, che ha influenzato la formazione della corrente principale dell'induismo per migliaia di anni.

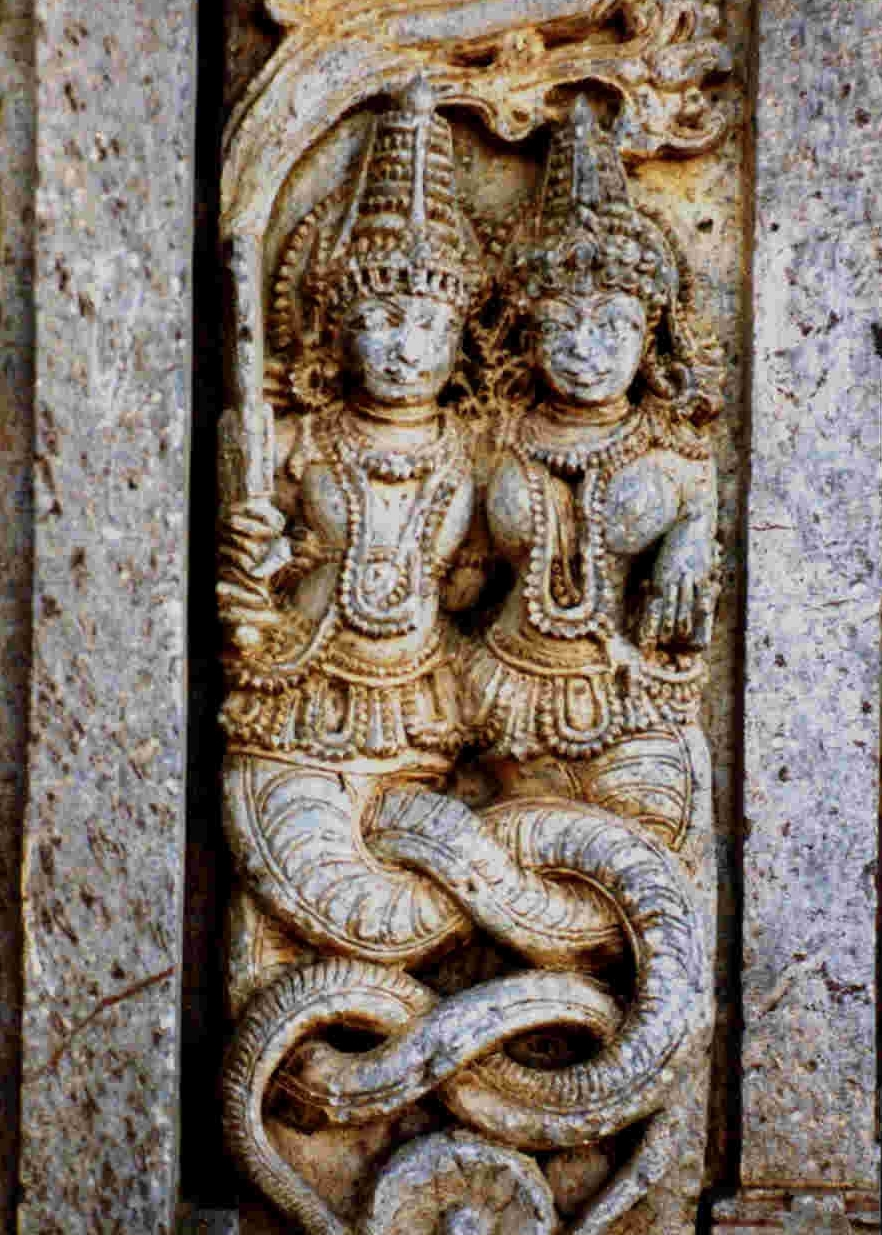
Nāga e Nagini, divinità-serpente, a Bhuvanesvar.

### Periodo vedico (1750-800 a.C.)
La storia documentata delle religioni indiane inizia con la religione storica vedica (il Vedismo), le pratiche religiose dei primi Indoari, che sono stati raccolti successivamente nella Shakha (apprendimento e redazione) della Saṃhitā (comunemente noto come Veda), quattro raccolte canoniche di inni o mantra composti in un'arcaica lingua sanscrita. Questi testi sono la parte centrale della Shruti, i testi rivelati dell'induismo. Il periodo della composizione, redazione e commento di queste opere è conosciuto come "periodo vedico", che durò da circa 1750 fino al 500 a.C.
Il periodo cronologicamente assegnato alla civiltà vedica è il più significativo per la composizione dei quattro Veda, dei Brāhmaṇa e delle Upaniṣad più antiche (e presentate come discussioni sui rituali, i mantra e i più vari concetti presentati nei Veda), che oggi sono tra i più importanti testi canonici dell'Induismo, rappresentando la codificazione di molto di quello che è stato sviluppato a riguardo delle credenze fondamentali dell'induismo successivo.

Alcuni moderni studiosi indù arrivano ad utilizzare la "religione vedica" come sinonimo di "Induismo"; secondo Sundararajan, l'induismo è anche conosciuto propriamente come la religione vedica. Altri autori affermano che i Veda contengono "le verità fondamentali sul Dharma Hindu" che sarebbe "la versione moderna dell'antica concezione di dharma vedico". L'Arya Samaji, uno dei movimenti di riforma indù, riconosce la religione vedica come il più vero ed autentico induismo. Tuttavia, secondo Jamison e Witzel:

#### Periodo vedico iniziale - composizione degli inni vedici più antichi (1750-1200 a.C.)
I Ṛṣi, i tradizionali compositori degli inni del Ṛgveda, sono stati considerati i poeti e veggenti ispirati dell'epoca arcaica, ancora a metà tra mito e storia.
La modalità di culto predominante è stata la pratica di Yajña, l'offerta che coinvolge il sacrificio e la sublimazione della "Havan samagri" (preparati a base di erbe) nel fuoco (l'homa), accompagnato dal canto del Sāmaveda (composizioni di parole tratte dagli inni del terzo dei Veda) e dal borbottare dello Yajurveda, i mantra sacrificali. Il significato della parola yajna deriva dal verbo della lingua sanscrita yaj il quale possiede un triplice significato di culto della divinità (devapujana), unità (saògatikaraña) e carità (Dāna) o pratica della generosità rivolta in direzione dei bisognosi. Un elemento essenziale è stato il fuoco sacrificale - personificato dal dio Agni - in cui le oblazioni sono state versate: tutto ciò che viene offerto nel fuoco si crede possa raggiungere direttamente Dio.
Concetti centrali nei Veda sono quelli di Satya-verità e Ṛta. Satya deriva dalla Sat, il participio presente della radice verbale indicane l'esistere, il vivere"; Sat significa perciò "ciò che esiste davvero [...] la verità realmente esistente, il Bene", e Sat-ya significa "la qualità fondamentale dell'Essere". Rta è ciò che propriamente aderisce all'"Ordine, regola, verità"; è il principio di ordine naturale che regola e coordina il funzionamento dell'universo e tutto all'interno di esso. "Satya (verità come essere) e Rita (verità come legge) sono i principi primari della realtà e la sua manifestazione è lo sfondo dei canoni del Dharma, ossia un vita di giustizia". "Satya è quindi il principio di integrazione radicata nell'Assoluto, Rita è la sua applicazione e la funzione come regola e ordine che operano nell'universo". La conformità con Ṛta permetterebbe il progresso e la crescita evolutiva, laddove la sua violazione non può altro che portare a punizioni. Panikkar osserva: "Ṛta è il fondamento ultimo di ogni cosa; è "il supremo", anche se questo non deve essere inteso in un senso eminentemente statico. [...] È l'espressione del dinamismo primordiale che è insito (naturalmente) in ogni cosa…".
Il termine rta è ereditato dalla religione proto-Indo-iranica, la religione dei popoli indoiranici precedente alle prime composizioni sacre scritte dei Veda e dello Zoroastrismo. "Aša" è un termine della lingua avestica e perfettamente corrispondente al vedico Ṛta, un concetto di importanza cardinale per l'intera dottrina e teologia zoroastriana. Il termine "dharma" era stato già utilizzato nel pensiero brahmanico e viene ora concepito come un aspetto essenziale della Ṛta.
Grandi filosofi di quest'epoca sono stati Ṛṣi Narayana e Kanva, Rishabha, Vamadeva e Angiras.

#### Periodo vedico di mezzo (1200-850 a.C.)
Durante il periodo vedico medio, furono composti il X° e ultimo libro del Ṛgveda, i mantra dello Yajurveda e i più antichi testi Brāhmaṇa. Gli appartenenti alla casta dei brahmani divennero presto dei potenti intermediari tra divinità e popolo.

#### Periodo vedico tardo (post 850 a.C.)
La religione vedica si è via via evoluta in Induismo e Vedānta, un percorso religioso che considera se stesso come l'"essenza" ultima dei Veda, interpretando il pantheon vedico come una visione unitaria dell'universo con un Dio o Brahman visto come perfettamente caratterizzato da immanenza e trascendenza, nelle forme principali di Ishvara e Brahman. Questo sistema di pensiero post-vedico, insieme con le Upaniṣad e i testi più tardi come i poemi epici (cioè quella parte del Mahābhārata conosciuta come Bhagavad Gita), è una componente importante della moderna fede induista. Le tradizioni rituali della religione vedica sono conservati nella tradizione conservatrice Śrauta basate sul corpo della letteratura Shruti.

### "Sanscritizzazione"
Sin dai tempi vedici, "persone appartenenti a molti strati della società in tutto il subcontinente tendeva ad adattare la propria vita religiosa e sociale alle norme brahmaniche", un processo a volte chiamato sanscritizzazione; con una tendenza ad identificare le divinità locali con gli dèi dei testi sanscriti.

### Periodo Shramanico (800-200 a.C.)
Durante il tempo dei movimenti di riforma shramanici "molti elementi della religione vedica sono stati persi". Secondo Michaels "è giustificato vedere un punto di svolta tra la religione vedica e le forme religiose indù" seguenti.

#### Periodo vedico tardo - Brahmana, Upanishad e Vedanta (850-500 a.C.)
Il periodo vedico tardo (dal IX al VI secolo a.C.) segna l'inizio del periodo upanisadico o vedantico. Questo passaggio ha segnato l'inizio di gran parte di quello che divenne l'Induismo classico attuale, con la composizione delle Upaniṣad,; a seguire la poesia epica indiana Itihāsa, più tardi ancora seguiti dai Purāṇa.
Le Upanishad costituiscono la base speculativa-filosofica dell'induismo classico e sono conosciuti come Vedanta (la "conclusione del Veda"); i suoi testi più antichi lanciano attacchi di intensità crescente nei confronti del rituale, divenuto oramai del tutto sterile in quanto fine a se stesso: chiunque giunge ad adorare una divinità diversa dal Sé-Ātman è chiamato "animale domestico degli dèi" nella Bṛhadāraṇyaka Upaniṣad. La Muṇḍaka Upaniṣad lancia l'attacco più feroce sul rituale confrontando coloro che apprezzano il sacrificio con una barca non sicura che è infinitamente superata dalla vecchiaia e dalla morte.
Gli studiosi ritengono che Parshvanatha, il 23° Tirthamkara dello Giainismo, sia vissuto durante questo periodo nel IX secolo a.C.

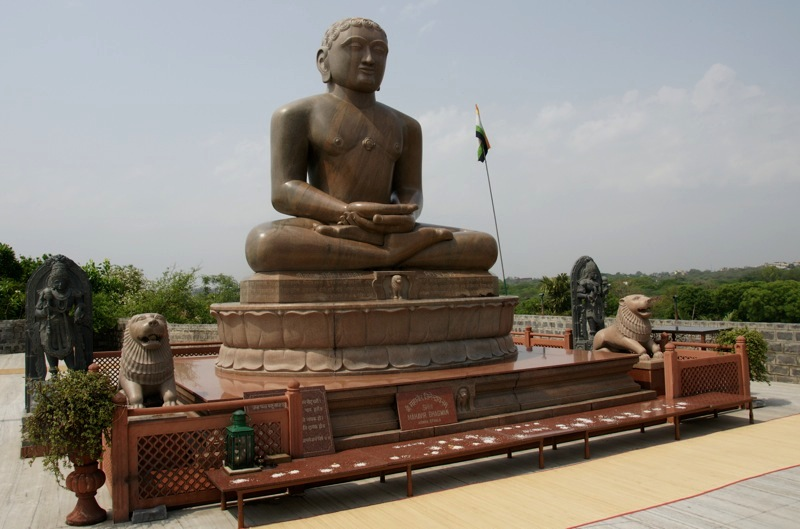
Statua raffigurante Mahavira che pratica l'ahimsa, a Mehrauli (Nuova Delhi).

#### Sviluppo della tradizione shramanica
Sia il Giainismo attuale che il Buddismo appartengono alla tradizione sramana. Queste religioni sono nate mettendosi subito ampiamente in risalto nel 700-500 a.C, all'interno del regno Magadha; esse riflettono "la cosmologia e l'antropologia di una molto più antica classe superiore pre-Aria nel nordest dell'India", e furono responsabili per i concetti connessi di saṃsāra (ciclo di nascita e morte) e moksha (liberazione da quel ciclo).
I movimenti a più forte connotazione monastica hanno immediatamente sfidato l'ortodossia ancorata al ritualismo; questi monaci itineranti vagavano in qualità di asceti distinti dal Vedismo. Mahavira, fautore del Jainismo, ed il Buddha (563-483 circa) fondatore del Buddismo, erano le icone più importanti di questo movimento.
Gli Shramana hanno dato origine al concetto di ciclo imperituro di nascita-morte-rinascita, ma anche di quello di liberazione da esso. L'influenza delle Upaniṣad sul Buddismo iniziale è stato oggetto di dibattito tra gli studiosi; mentre Sarvepalli Radhakrishnan, Hermann Oldenberg e Karl Eugen Neumann erano convinti dell'influenza avuta dalle Upanishad sul canone buddhista, Charles Eliot e Edward Joseph Thomas evidenziarono invece i punti in cui il buddismo si è opposto alle Upanishad. Il buddismo potrebbe essere stato influenzato da alcune idee delle Upanishad, ma avrebbe però scartato le loro tendenze ortodosse: nei testi buddhisti il Signore Buddha viene presentato come colui che rifiuta le vie di salvezza "considerate perniciose".

##### Giainismo
La fede Jain è stata tradizionalmente condotta in essere da una stirpe di 24 esseri illuminati che culminano con Parsva (IX secolo a.C.) e Mahavira (VI secolo a.C.). Quest'ultimo, il 24 Tirthamkara del Giainismo, sottolineò l'importanza da dare a cinque voti principali o giuramenti, tra cui l'ahimsa (non-violenza) assoluta, la ricerca di satya (verità), l'asteya (non rubare) e l'aparigraha (il non-attaccamento). I Jain più legati all'ortodossia ritengono gli insegnamenti dei Tirthamkara anteriori come "sempre conosciuti", mentre gli studiosi ritengono che almeno Parshva, colui a cui venne concesso lo status di 23° Tirthamkara, sia stato una figura storica. Si crede inoltre che i Veda abbiano documentato l'esistenza di alcuni dei Tirthamkara primordiali ed un ordine ascetico simile a quello del movimento shramana.

##### Buddhismo

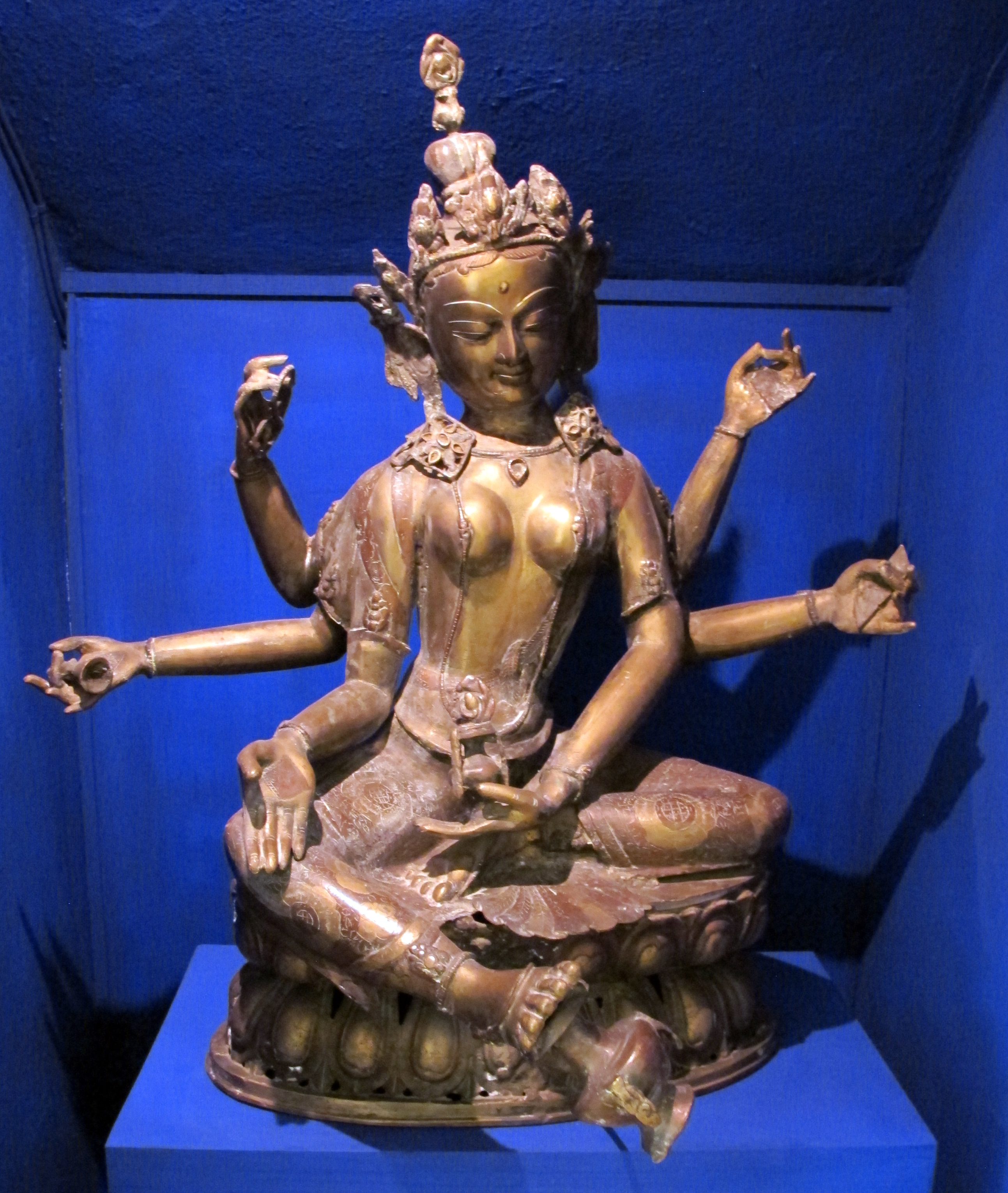
Statua del bodhisattva femminile Tārā in bronzo.

Il Buddismo venne storicamente fondato da Siddhartha Gautama, un principe Kshatriya divenuto asceta itinerante; esso si diffuse velocemente oltre i confini dell'India attraverso l'opera di seguaci e missionari. In seguito ha subito un drastico calo di presenza ed attività in India, ma è sopravvissuto in Nepal e Sri Lanka, e rimane la forma spirituale più diffusa nel sudest asiatico e in Asia orientale.
Gautama Buddha, che è stato chiamato un "risvegliato" (significato del termine "Buddha"), faceva parte del clan Shakya che abitavano a Kapilavastu in quello che ora è il Nepal meridionale. Il Buddha nacque a Lumbini (oggi a pochi km dal confine indiano), come attesta un pilastro fatto porre dal grande imperatore buddhista Ashoka, poco prima che il regno Magadha (che tradizionalmente si dice sia durato dal 546 circa al 324 a.C.) si creasse. La stirpe Shakya sostene e fu sostenuta dai rishi Angiras e da Gautama Maharishi, due dei sette saggi del periodo vedico, essendo discendenti della stirpe reale di Ayodhya.
Il Buddismo enfatizza il processo di illuminazione-Bodhi conducente al nibbana o Nirvana) e alla liberazione finale - corrispondente ala Mokṣa hindù - dai cicli di rinascita (Saṃsāra e reincarnazione) e dal suo dal dolore/sofferenza (duḥkha). Questo obiettivo viene perseguito attraverso due scuole, quella del Buddhismo Theravada o "Via degli Anziani" (praticata in Sri Lanka, Birmania, Thailandia, sudest asiatico etc) e quella del Buddhismo Mahāyāna o "Via Grande/Maggiore" (praticata in Tibet, Cina, Giappone etc).
Vi possono essere alcune differenze nella pratica tra le due scuole nel raggiungere l'obiettivo; nella pratica Theravada questo è perseguito in sette stadi di purificazione (visuddhi) vale a dire:
1) purificazione fisica prendendo parte ai precetti-sila visiddhi
2) purificazione mentale procurata dalla meditazione-citta visuddhi
3) purificazione di opinioni e concetti-ditthi Visuddhi
4) purificazione attraverso il superamento di dubbi-kinkha vitarana Vishuddhi
5) purificazione con l'acquisizione di conoscenze e la saggezza derivante dalla strada giusta-maggarmagga-nanadasana visuddhi
6) purificazione per raggiungere la conoscenza e saggezza attraverso il corso dell'esistenza pratica-patipada-nanadasana visuddhi
7) infine la purificazione per raggiungere la conoscenza e la comprensione della saggezza-nanadasana visuddhi

#### Diffusione di Giainismo e Buddhismo (500-200 a.C.)
Sia il Giainismo che il Buddismo si diffusero velocemente in tutta l'India, durante il periodo del regno Magadha.
Il Buddismo in India si diffuse durante il regno di Ashoka, sovrano dell'Impero Maurya, il quale patrocinò attivamente gli insegnamenti buddisti e quasi arrivò ad unificare il subcontinente indiano nel corso del III secolo a.C. Mandò molte carovane di missionari all'estero, consentendo di diffondere il Buddismo in tutta l'Asia. Il giainismo ha iniziato il suo periodo d'oro durante il regno dell'imperatore Kharavela di Kalinga nel II secolo a.C.

### Epica e primo periodo puranico
Flood e Muesse assumono l'epoca storica compresa tra il 200 a.C. e il 500 d.C. come un periodo autonomo, in cui venivano scritti i grandi poemi epici e i primi Purāṇa. Michaels comprende invece un maggior lasso di tempo, vale a dire il periodo compreso tra il 200 a.C. e il 1100 d.C, che ha visto la nascita del cosiddetto "Induismo Classico", con la sua "età dell'oro" durante l'impero Gupta.
Secondo Alf Hiltebeitel, professore alla George Washington University, un periodo di consolidamento per lo sviluppo dell'induismo ha avuto luogo tra il momento della conclusione della stesura scritta delle cosiddette Upanishad vediche (all'incirca 500 a.C.) ed il periodo di ascesa dei Gupta (320-467 d.C., circa), che ha chiamato alternativamente con le definizioni di "sintesi indù", "sintesi Brahmanica" e "sintesi ortodossa". Si sviluppa in interazione con le altre religioni e popoli: "Le emergenti auto-definizioni dell'induismo sono state forgiati nel contesto di una continua interazione con le religioni eterodosse (buddisti, jainisti, Ājīvika) durante tutto questo periodo, e con popolazioni straniere (Yavana/Yona o Greci, Saci/Saka o Sciti, Pahlavas o Parti; e i Kushans o impero Kusana) nell'ultima fase (tra l'impero Maurya e l'ascesa del Gupta).
La fine del periodo vedantico intorno al II secolo d.C., ha generato una vasta serie di ramificazioni che hanno potenziato la ricchezza della filosofia Vedānta la quale si è rivelata essere molto proficua; tra gli sviluppi di maggior prominenza ci sono stati lo Yoga, Dvaita e Advaita Vedānta ed il movimento medioevale Bhakti.

#### Smriti
Le Smriti sono testi del periodo che va tra il 200 a.C. e il 100 d.C. e che proclamano l'autorità dei Veda; il "non-rifiuto dei Veda viene ad essere una delle pietre di paragone più importanti per la definizione di Induismo utilizzata contro gli eterodossi, che invece ne hanno respinto l'autorità". Dei sei Darśana indù, il Mīmāṃsā e il Vedānta "sono radicati prevalentemente nella tradizione vedica Shruti e sono a volte chiamati complessivamente scuole smārta, nel senso che si sviluppano all'interno della corrente più ortodossa di pensiero e che si basano, come la Smriti, direttamente sulla Shruti" Sempre secondo Hiltebeitel, "il consolidamento dell'induismo si svolge sotto il segno dell'aspetto devozionale Bhakti". Ed è perciò la Bhagavadgītā che giunge a "sigillare" questo risultato; un risultato universale che può essere denominato smarta. Si vedono ora Shiva e Visnù come "complementari nelle loro funzioni, ma ontologicamente identici".

#### Vedanta - Brahma Sutra (200 a.C.)
Negli scritti precedenti, il termine della lingua sanscrita 'Vedanta' faceva sempre semplicemente riferimento alle Upaniṣad, il più speculativo e filosofico dei testi vedici. Tuttavia, nel periodo medievale dell'induismo, la parola Vedānta venne ad assumere un ruolo differente, significando la scuola di filosofia che ha dato il via all'interpretazione delle Upanishad. La tradizione Vedānta considera ls prova scritturale o Shabda-pramana, come il mezzo più autentico di conoscenza, mentre la percezione o pratyaksa, e l'inferenza logica o anumana, vengono considerati come subordinati (seppur ugualmente validi).
La sistematizzazione delle idee Vedanta in un trattato coerente è stata intrapresa dal filosofo Bādarāyaṇa nel Brahma Sūtra che è stato composto intorno al 200 a.C. Gli aforismi criptici del testo rimangono aperti ad una varietà di interpretazioni; questo fatto ha condotto alla formazione di numerose scuole Vedanta, ognuna con un'interpretazione dei testi propria e producendo i relativi commenti secondo tal ermeneutica.

#### Filosofia indiana
Dopo il 200 a.C. diverse scuole di pensiero sono state formalmente codificate all'interno della filosofia indiana, tra cui il Sāṃkhya e lo Yoga, il Nyāya e Vaiśeṣika, Mīmāṃsā e Advaita Vedānta. L'Induismo, altrimenti noto per essere una religione altamente politeista, panteista o anche monoteista, ha pure tollerato al suo interno la presenza di scuole di pensiero la ci riflessione era preminentemente improntata all'ateismo.
Il fondo materialista, filosofico e antireligioso della scuola Chārvāka che ha avuto origine intorno al VI secolo a.C. è la scuola più esplicitamente intrisa di ateismo della filosofia indiana; classificata come nastika (parte "eterodossa" del sistema), non viene pertanto inclusa tra le sei scuole dell'induismo generalmente considerate come ortodosse. La Chārvāka risulta essere degna di nota come prova dell'esistenza di un movimento materialista all'interno dell'induismo. La nostra comprensione della filosofia Cārvāka è frammentaria, basata in gran parte sulla critica delle sue idee fattane dalle altre scuole, non essendo più una tradizione vivente. Altre filosofie indiane in generale considerate atee includono sia il Samkhya che il Mimamsa.

#### Letteratura hindù
Due dei più venerati poemi epici dell'induismo, il Mahābhārata e il Rāmāyaṇa sono stati composti pressappoco in questo periodo. La devozione a particolari divinità è riflessa dalla composizione di testi appositamente per il loro culto; per esempio il Ganapati Purana è stato scritto per devozione a Ganapati (o Ganesha, il dio dalla testa di elefante figlio di Parvati). Altre divinità assai popolari di questo periodo erano Shiva, Visnù, Durgā, Sūrya, Karttikeya-Skanda, incluse le forme/incarnazioni da esse via via assunte.)
Nell'ultimo periodo vedantico, alcuni testi sono stati composti come riassunti e/o allegati alle Upaniṣad. Questi testi vengono chiamati collettivamente Purāṇa ed hanno consentito un'interpretazione divina e mitica del mondo, non diversamente da ciò ch'era stato fatto dalle antiche religioni elleniche o di derivazione latina. Sono state prodotte innumerevoli leggende e poemi, con una moltitudine di dei e dee con caratteristiche prettamente umane.

#### Jainismo e il Buddismo
Il periodo Gupta ha segnato uno spartiacque della cultura indiana: i Gupta eseguivano sacrifici vedici per legittimare il loro dominio, ma frequentavano anche il buddismo, che ha continuato a fornire un'alternativa all'ortodossia Brahmanica. Il credo buddista ha continuato ad avere una presenza significativa in alcune regioni dell'India fino al XII secolo almeno.
Ci sono stati inoltre diversi re buddisti che continuavano ad adorarare contemporaneamente anche Visnù, come ad esempio accadde durante l'impero Gupta, l'impero Pala, il regno dei Malla, la Somavanshi o "dinastia lunare" e l'Impero shatavahana. Il buddismo sopravvisse in seguito in forme e modi parziali tra gli stessi indù.

#### Tantrismo
Il Tantra ha origine nei primi secoli d.C. e si sviluppa presto in una tradizione completamente articolata entro la fine del periodo Gupta. Secondo Michaels questo era la "Golden Age of Hinduism" (320-650 circa, che fiorì durante l'impero Gupta (320-550 d.C.) fino alla caduta dell'impero di Harsha (606-647 d.C.). Durante quest'epoca il potere venne massimamente centralizzato, insieme ad una crescita del commercio di media e lunga distanza, con una standardizzazione delle procedure legali e la diffusione generale dell'alfabetizzazione. Il Buddhismo Mahāyāna fiorì allora, ma gli ortodossi della cultura rifacentesi ai Brāhmaṇa cominciarono anch'essi a crescere e rinnovarsi con il patrocinio della dinastia Gupta. La posizione dei brahmani venne quindi rafforzata, ed i primi vasti complessi templari indù emersero durante il tardo periodo dei Gupta.

### Medioevo e tardo periodo puranico (500-1500)

#### Periodo tardo-classico (650-1100)
Dopo la fine dell'impero Gupta e il crollo di quello Harsha, il potere si fece poco alla volta sempre più decentrato in India. Diversi grandi regni emersero, con "innumerevoli stati vassalli" al loro fianco. Questi regni erano governati da un sistema prevalentemente feudale; reami di più piccole dimensioni d influenza erano dipendenti dalla protezione dei regni più grandi. "Il grande re si manteneva a distanza, ed è stato presto esaltato finendo con l'essere divinizzato", il che si riflette nel maṇḍala tantrico, che potrebbe anche rappresentare il re come il centro del mandala.
La disintegrazione del potere centrale ha inoltre anche portato alla regionalizzazione della religiosità, con una notevole crescita di rivalità tra le varie sette.. I culti e le lingue locali ne risultarono rafforzate, e al contempo l'influenza dell'"Induismo ritualistico brahmanico" decrebbe. Movimenti devozionali in ambito rurale sorsero, con lo Shivaismo, il Vaishnavismo, la Bhakti e il Tantra, anche se "i gruppi settari erano solo all'inizio del loro personale sviluppo". Tali movimenti religiosi hanno dovuto competere per il riconoscimento da parte dei signori locali; il Buddismo invece venne a perdere la propria posizione, cominciando a scomparire in India.

##### Vedanta
Nello stesso periodo anche il Vedānta pian piano si rinnovò cambiando e modificandosi, incorporando il pensiero buddista e la sua enfasi sulla coscienza ed il funzionamento della mente. Il buddismo, che era sempre stato sostenuto dalla civiltà urbana indiana perse la sua influenza a favore delle religioni tradizionali, che erano massimamente radicate nelle campagne. In Bengala però il buddismo arrivò ad essere perseguito a causa della propria opera missionaria, ma allo stesso tempo fu anche sempre più incorporato nello stesso Induismo; ciò soprattutto a partire dal momento in cui Gauḍapāda utilizzò la filosofia buddista per reinterpretare le Upaniṣad. Ciò ha segnato anche un cambiamento nei concetti di Ātman e Brahman nella loro qualità di "sostanza vivente", finendo con l'esser identificati come "maya-vada" (nell'Advaita Vedānta), dove sono intesi più come "pura conoscenza della coscienza". Secondo la Scheepers, è questa visione "maya-vada", che è giunta col tempo a dominare l'intero pensiero indiano.

##### Buddismo
Tra 400 e il 1000 d.C. l'Induismo ampliò progressivamente la propria influenza in terra indiana, il tutto alle spese di un relativo e continuato declino del Buddismo; esso in seguito si estinse effettivamente in India, sopravvivendo però in Nepal e Sri Lanka.

##### Bhakti
Il movimento Bhakti è iniziato con un forte accento sul culto da dare a Dio, a prescindere dal proprio status - se sacerdotale o laico, se uomini o donne, o di status sociale più elevato o più basso. Questi movimenti si sono concentrati soprattutto sulle forme o Avatāra di Visnù (prevalentemente Rāma e Krishna) e Shiva. C'erano però innumerevoli devoti anche di Durgā tra il popolo di questo periodo. I più noti tra questi devoti furono i poeti Nayanar shivaiti provenienti dall'India meridionale. Il più popolare insegnante Shaiva del sud era Basava, mentre al nord è stato Gorakhnāth; le sante includono figure come Akka Mahadevi, Lalla e Molla (poetessa).
Gli Alwar (induismo) o azhwars (in lingua tamil ஆழ்வார்கள்-āzvārkaḷ [aːɻʋaːr], letteralm. "quelli immersi in Dio") furono dei poeti-santi Tamil del sud vissuti tra il VI e IX secolo i quali sposarono la forma di "devozione emozionale" o bhakti rivolta a Visnu-Krishna nelle loro canzoni di desiderio, estasi e servizio. Il più popolare insegnante Vaishnava del sud fu Rāmānuja, mentre al nord è stato Rāmānanda.
Diverse importanti icone di questa schiera erano donne. Ad esempio, all'interno della setta Mahanubhava, le donne furono quasi sempre più numerose degli uomini; anche l'amministrazione è stata molte volte composta principalmente da donne. Mīrābāī è la più famosa santa indiana del tempo.
Sri Vāllabhacārya (1479-1531) è una tra le figure maggiormente importanti di questo periodo; egli fondò la scuola di pensiero Vedānta Shuddha Advaita (puro non-dualismo).

#### Dominio islamico (1100-1500)

##### Movimento Bhakti
Tra il XIV e il XVII secolo, un ampio movimento Bhakti si sviluppò attraversando l'intera India centrale e settentrionale, avviato da un gruppo liberamente associato di insegnanti i quali furono presto inseriti collettivamente nel filone della tradizione Sant Mat. Rāmānanda, guru Ravidas, Srimanta Sankardev, il mistico Caitanya Mahaprabhu, Vāllabhacārya e il suo discepolo Sūrdās, Mīrābāī, Kabīr, Tulsidas, Namdev, Dnyaneshwar, Tukaram e altri sono solo alcuni dei mistici all'avanguardia del movimento Bhakti operanti nel Nord; mentre il musicista Annamācārya, Kancherla Gopanna (conosciuto come "Bhadrachala Ramadas") e Tyagaraja tra gli altri contribuirono a propagare la Bhakti nel Sud.
Tutti loro insegnarono che si potevano mettere da parte i pesanti fardelli derivanti dal rito e dalla casta d'appartenenza per nascita, ma anche le sottili complessità della filosofia, per esprimere molto più semplicemente il loro travolgente amore nei confronti di Dio. Questo periodo è stato inoltre caratterizzato da un'ondata di letteratura devozionale in prosa volgare e poesia nelle lingue etniche dei vari stati indiani o delle province.

##### Lingayathismo
Quella del Liṅgāyat è una tradizione distinta dello Shivaismo indiano, fondata nel corso del XII secolo dal filosofo e riformatore sociale Basava. Il termine "Lingavantha" deriva dalla lingua kannada, che significa 'colui che porta Ishtalinga sul suo corpo' (Ishtalinga è la rappresentazione del Dio Shiva in forma di linga). Nella teologia Lingayat, l'Ishtalinga è un emblema di forma ovale simboleggiante Parasiva, ossia la realtà assoluta. Contemporaneamente i Liṅgāyat seguono una progressiva riforma basata sulla teologia da loro propugnata; essa ebbe in da subito grande influenza nell'India meridionale, in particolare nello stato del Karnataka.

##### Sikhismo (XV secolo)
il sikhismo si è sviluppato maggiormente nel periodo dal 1670-1770

### Periodo moderno

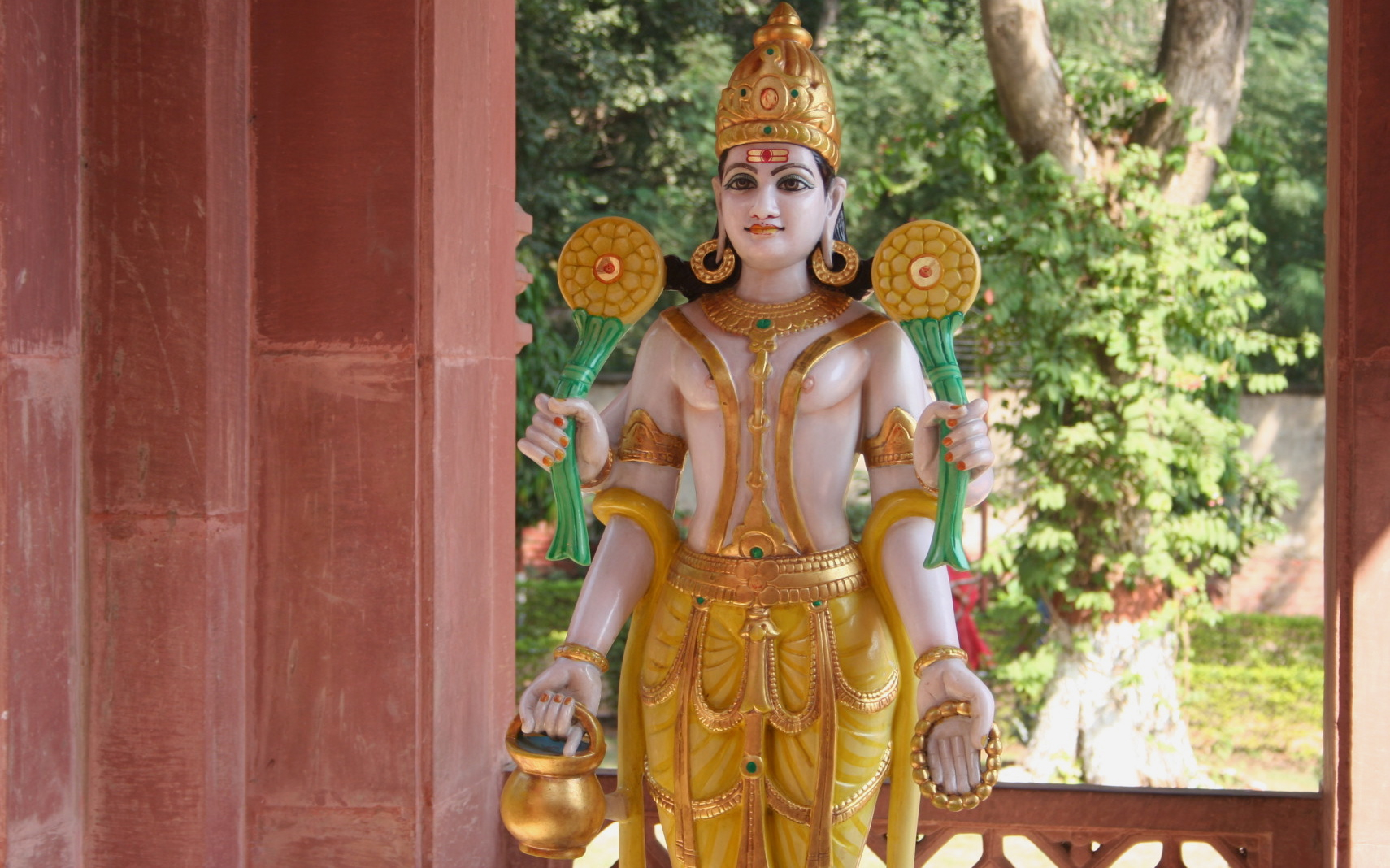
Statua di Visnù in un tempio di Gwalior.

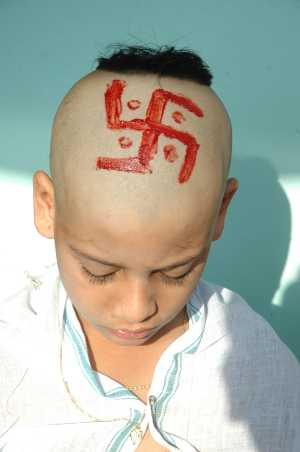
Uno Swastika dipinto sul capo rasato di un bambino di casta brahmano.